# 柯美蘭
柯美蘭（1962年8月12日—），臺灣眼科醫師、政治人物。台灣民眾黨籍，柯文哲胞妹。國立臺灣大學醫學院生理研究所博士，曾任國立清華大學生醫工程與環境科學系合聘教授、國立臺灣大學醫學院附設醫院新竹分院眼科部主任、教研部主任、門診部主任。
2023年10月12日，宣布以不經政黨推薦之形式參選2024年新竹市立法委員，未能當選。

## 經歷
- 國立臺灣大學醫學院眼科
- 國立清華大學醫環系
- 國立交通大學電機系兼任副教授
- 國際奧比斯眼科飛機醫院醫師
- 臺大新竹分院教研部主任
- 國立清華大學生醫工程與環境科學系副教授
- 省立新竹醫院主治醫師
- 署立新竹醫院 眼科主任、門診部主任
- 臺大醫院新竹分院 門診部主任、教研部主任、生技研發中心主任、眼科部主任兼計畫室主任
- 臺大醫學院兼任副教授
- 國立清華大學生醫工程與環境科學系合聘副教授
- 國立交通大學電機工程系合聘副教授

## 選舉紀錄

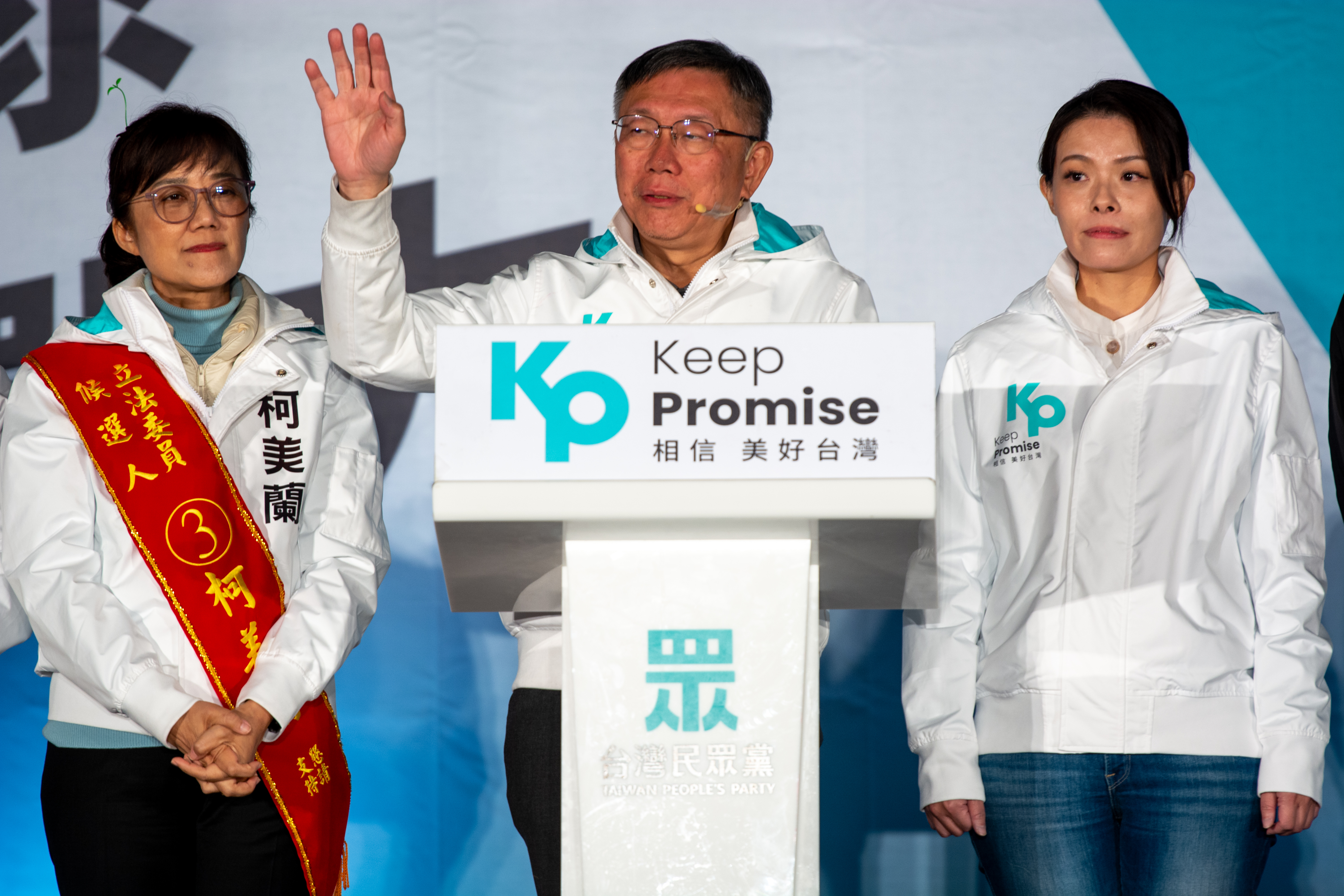
柯美蘭與胞兄柯文哲及時任新竹市長高虹安一同出席民眾黨於2024臺灣大選選前舉辦的造勢

| 年度 | 選舉屆數             | 選舉區       | 所屬政黨 | 得票數 | 得票率 | 當選標記 | 備註 |
| ---- | -------------------- | ------------ | -------- | ------ | ------ | -------- | ---- |
| 2024 | 第十一屆立法委員選舉 | 新竹市選舉區 | 無黨籍   | 51,663 | 19.78% |          |      |

## 外部連結
- 柯美蘭的Facebook專頁
- 柯美蘭的Instagram帳戶